# نیکلاس بلین
نیکلاس بلین (انگلیسی: Nicholas Blane) بازیگر اهل انگلستان است.
از فیلم‌ها و مجموعه‌های تلویزیونی که وی در آن نقش داشته‌است، می‌توان به جاسوسان ورشو، ایزدان کهن و نو، شعبده‌باز، هری پاتر و محفل ققنوس، خیابان کورونیشن، دوریت کوچک، مخفیانه، خانواده دراماند، محاکمه و مجازات، روزنه امید و خانه نایب الملک اشاره کرد.